# Szilágy vármegye
Szilágy vármegye közigazgatási egység volt a Magyar Királyság keleti részében. Területe jelenleg Románia része.

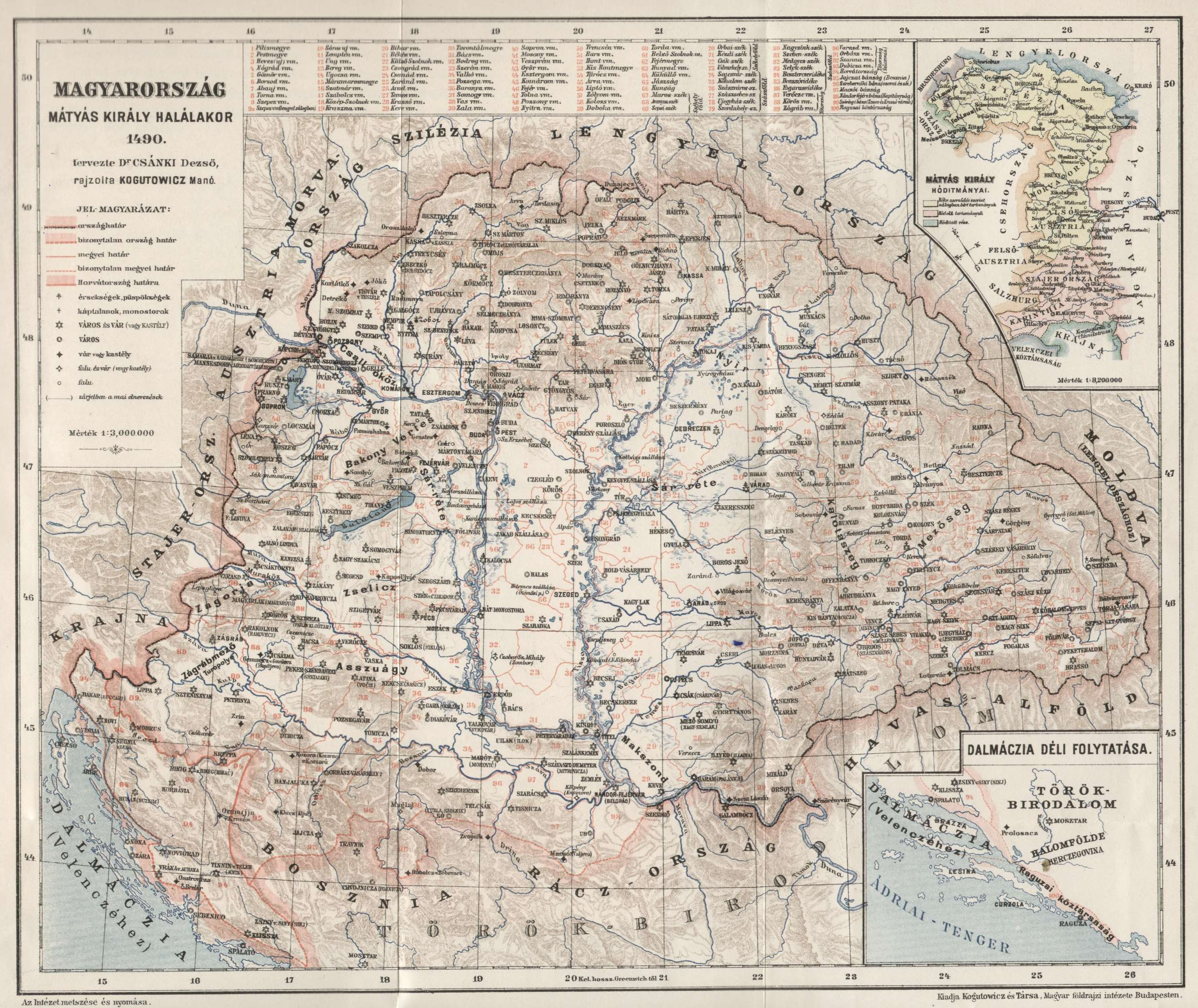
Csánki Dezső–Kogutowicz Manó: Magyarország Mátyás király halálakor, Kraszna és Közép-Szolnok vármegyékkel

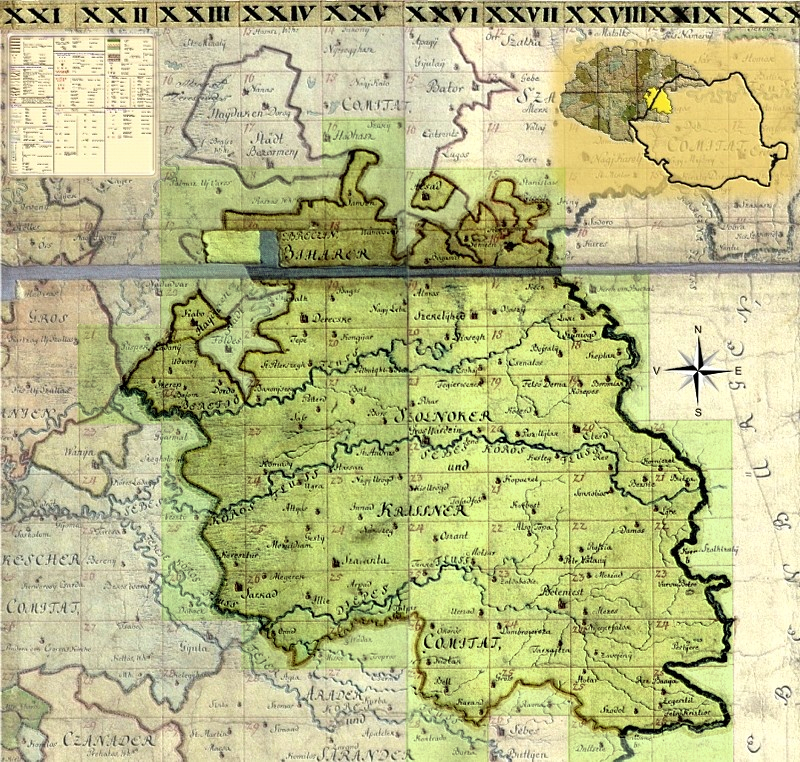
Bihar-Szolnok-Kraszna vármegye Magyarország első katonai felmérése térképének részletén, 1782-85

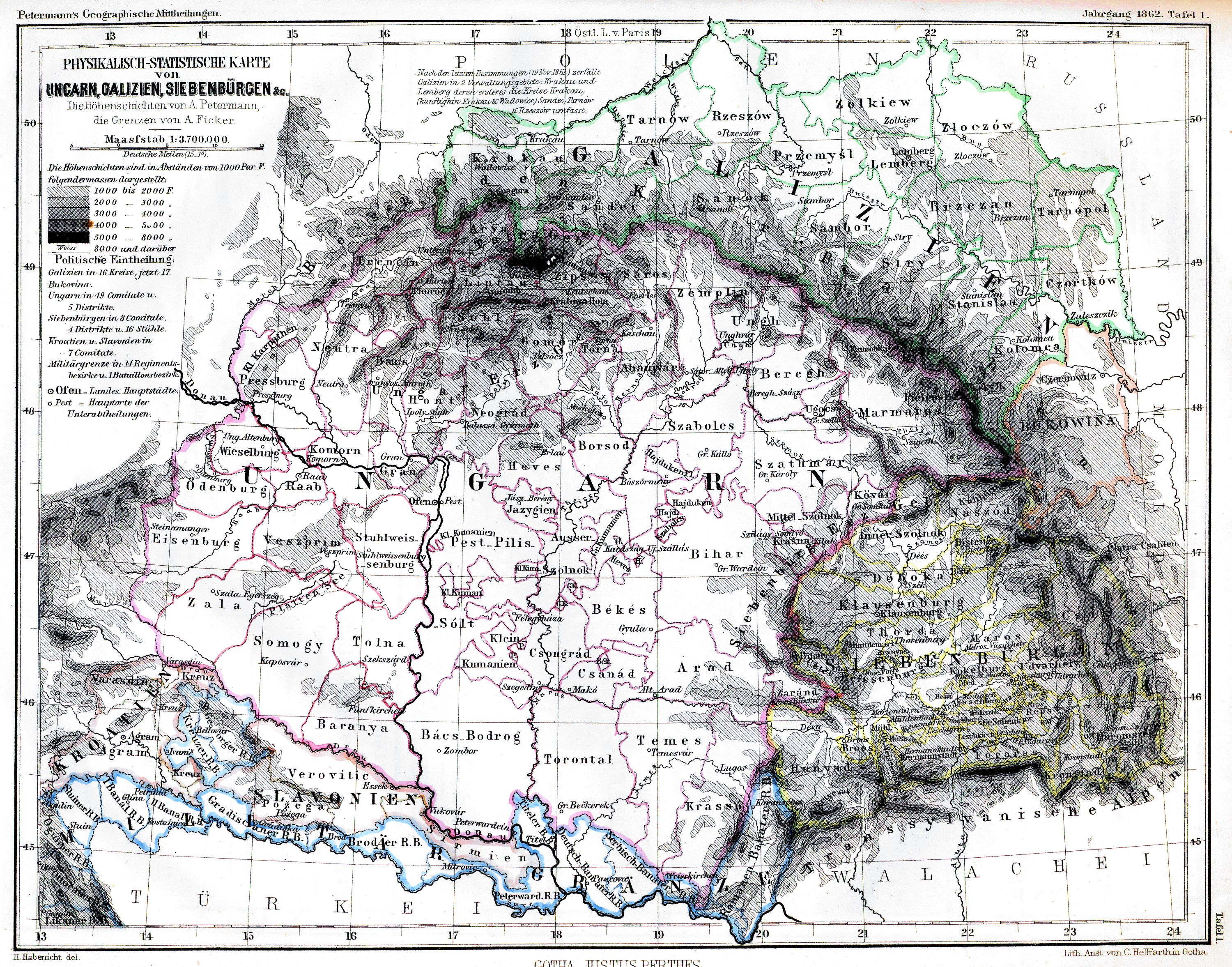
Közigazgatási egységek egy 1862-es térképen

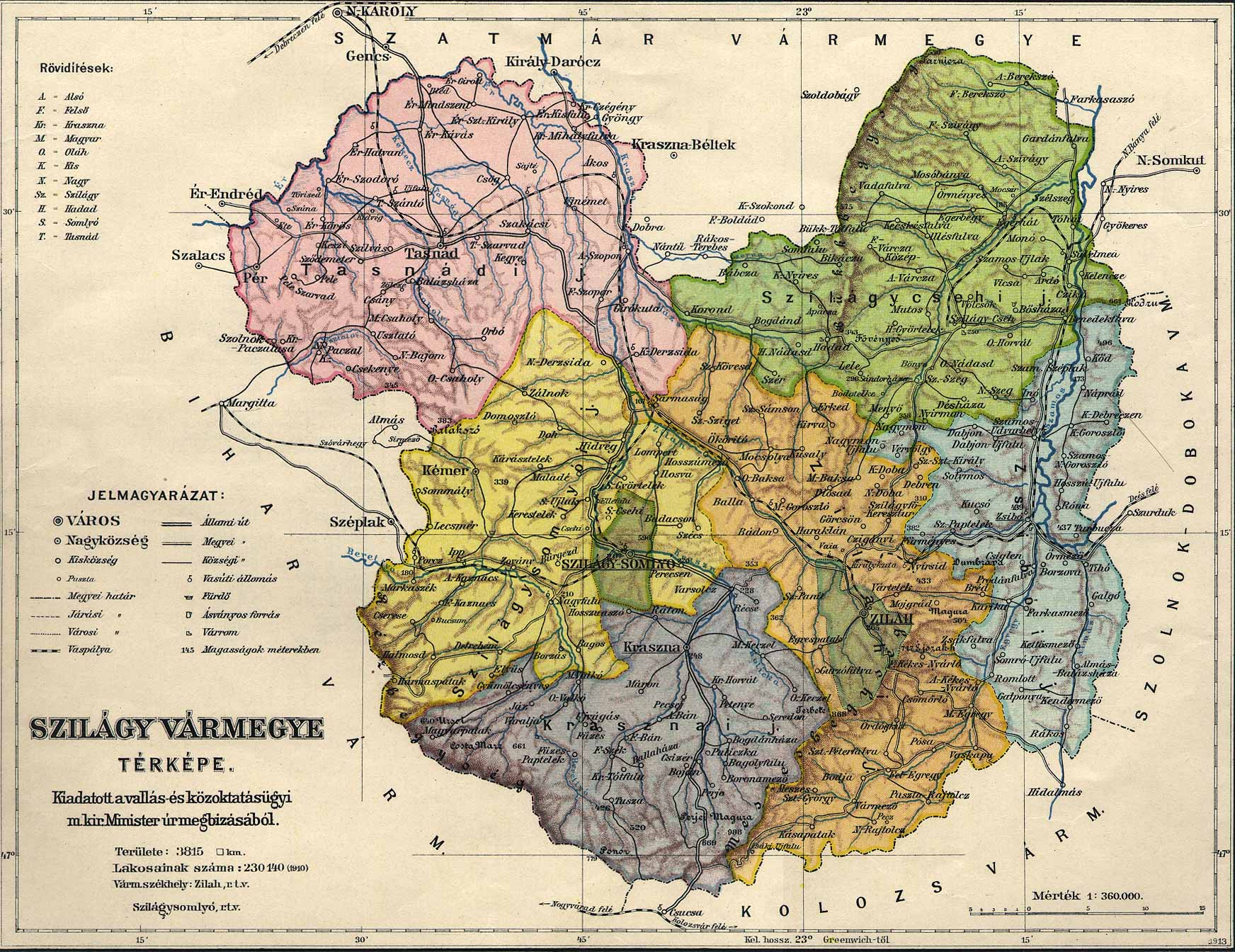
Szilágy vármegye közigazgatási térképe 1910-ből

## Földrajz
Az egykori vármegye a Szilágyság (népiesen Szilágyország) tájegységet is magában foglalta. A vármegye területének nagy része hegység. Csak északkeleten, a Kraszna folyó völgyében volt található az Alföld egyik nyúlványa. A középső, északi és keleti részeit a Réz-hegység, illetve a Meszes-hegység fedte le. 
Északról Szatmár vármegye, keletről Szatmár illetve Szolnok-Doboka, délről Kolozs vármegye, nyugatról pedig Bihar vármegye határolta.

## Története
A vármegye 1876-ban alakult Kraszna vármegye és Közép-Szolnok vármegye egyesítésével, kiegészülve Doboka vármegye Egregyi járásával.
A vármegye 1910-ben 3815 km² területű volt, székhelye kezdettől Zilah.
1919-től ténylegesen, majd 1920-tól hivatalosan is Románia része. A második bécsi döntés értelmében 1940-ben a vármegye területe visszakerült Magyarországhoz, és 1944-ig kissé módosult területtel ismét fennállt.
A második világháború után újra Románia része lett. 1960-ban területét a romániai Szilágy megye, Szatmár megye és Máramaros megye között osztották fel.

## Lakosság
1910-ben a vármegye összlakossága 230 140 személy volt, ebből:
- 136 087 (59,13%) román
- 87 312 (37,94%) magyar
- 3727 (1,62%) szlovák

## Közigazgatás
A vármegye hat járásra volt felosztva:
- Krasznai járás, székhelye Kraszna
- Szilágycsehi járás, székhelye Szilágycseh
- Szilágysomlyói járás, székhelye Szilágysomlyó (rendezett tanácsú város)
- Tasnádi járás, székhelye Tasnád
- Zilahi járás, székhelye Zilah (rendezett tanácsú város)
- Zsibói járás, székhelye Zsibó

Szilágy vármegye főispánjai:
1876-1888:  váradi és micskei Baranyi Ágoston (Micske, 1818. ? Nagyvárad, 1894. november ?.) 
Kit a közbizalom s a vármegye szeretete ültetett a főispáni székbe. Tizenkét évi működés a Szilágyság érdekeinek előmozdításán fáradozva, 1888-ban önként lemondván.
Baranyi Ágostont Ő Felsége 1888. évi okt. hó 1-sején kelt legfelső elhatározásával mentette föl főispáni állásától s egyúttal Szilágy vármeggye főispánjává báró Wesselényi Miklóst nevezte ki. Baranyi Ágoston a Lipót-rend lovagkeresztese, a pápai Szent Gergely-rend tulajdonosa volt.
1888-1916: Báró hadadi Wesselényi Miklós (Zsibó, 1845. december 13. – Kolozsvár, 1916. július 2.) 
Báró Wesselényi Miklóst 1888 október hó 29-dikén iktatták be.
Zsibón 1845-ben született. Édes atyját a „Nagy“ Wesselényi Miklóst már 5 éves korákan elveszítette, de mellette állottak gyámjai. Deák Ferencz, Klauzál Gábor, Bezerédi István, Beöthy Ödön, kik nevelésére felügyeltek s útját irányították.
1916-1919: ?